# 沃尔特·基钦
沃尔特·基钦（英語：Walter Kitchen，1912年12月18日—1988年7月18日），加拿大男子冰球运动员，场上位置是后卫。他曾代表加拿大参加1936年冬季奥林匹克运动会冰球比赛，获得一枚银牌。